# Euceratocerus
Euceratocerus là một chi bọ cánh cứng thuộc họ Ptinidae.

## Phân loại

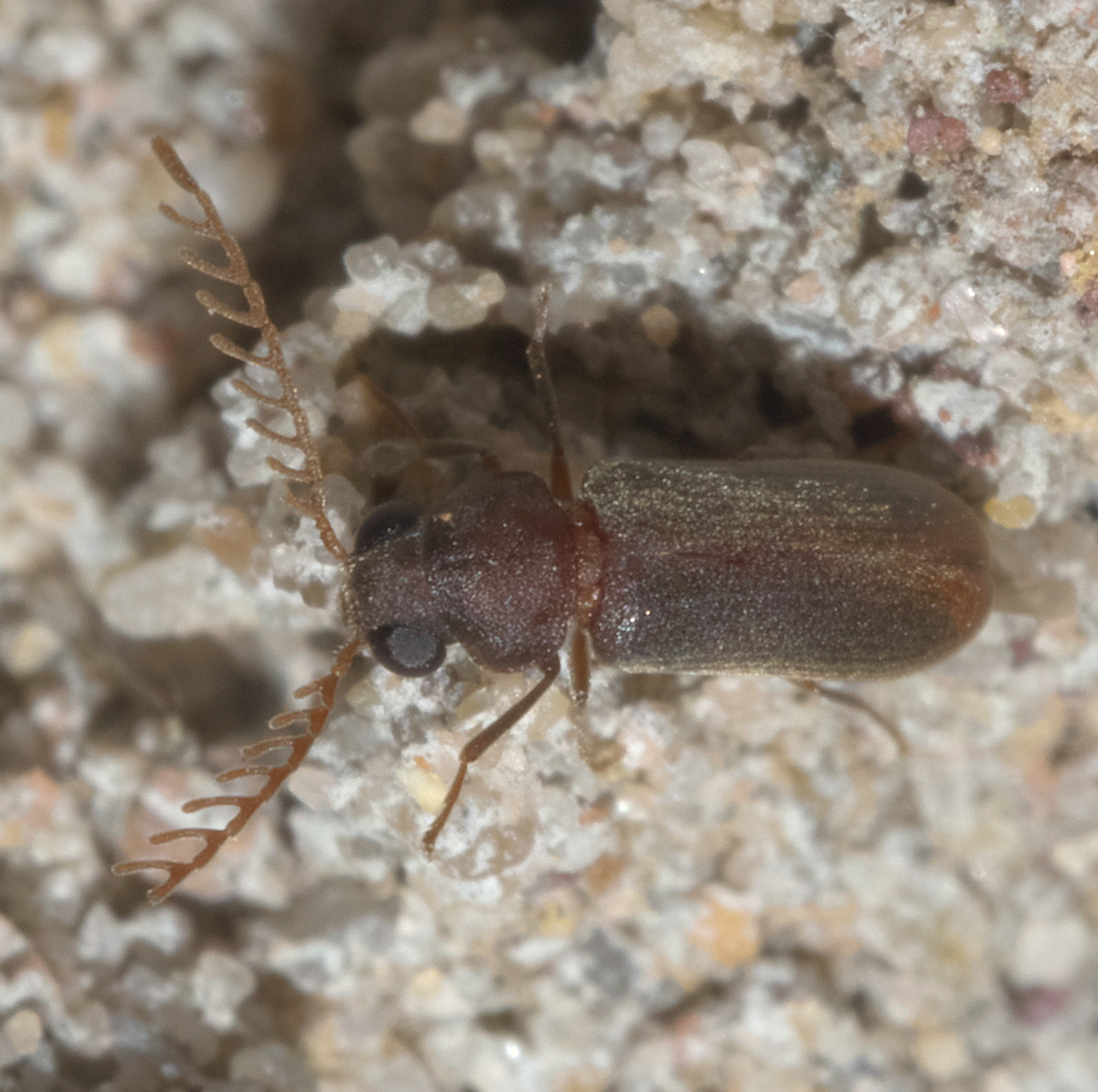
Euceratocerus gibbifrons

Có 4 loài được ghi nhận trong chi Euceratocerus:
- Euceratocerus gibbifrons White, 1960 i c g b
- Euceratocerus hornii LeConte, 1874 i c g
- Euceratocerus parvus White, 1974 i c g b
- Euceratocerus argenteus White, 1975 i c g b

Data sources: i = ITIS, c = Catalogue of Life, g = GBIF, b = Bugguide.net